# چارنا تسرکیونا
چارنا تسرکیونا (به لهستانی:  Czarna Cerkiewna) یک روستا در لهستان است که در گمینا گروجیسک واقع شده‌است.